# Glenea adelpha
Glenea adelpha är en skalbaggsart som först beskrevs av Thomson 1858.  Glenea adelpha ingår i släktet Glenea och familjen långhorningar.
Artens utbredningsområde är:
- Gabon.
- Liberia.
- Nigeria.

Inga underarter finns listade i Catalogue of Life.